# 브루누 페르난드스 (1978년)
브루누 주앙 난딩가 보르즈스 페르난드스(포르투갈어: Bruno João Nandinga Borges Fernandes, 1978년 11월 6일 ~ )는 브루누 페르난드스(포르투갈어: Bruno Fernandes)라는 약칭으로도 알려져 있는 기니비사우의 축구인으로, 현역 시절 포지션은 센터백이었다.

## 수상 내역

### 클럽
FC 우니레아 우르지체니
- 리가 I: 2008-09